# Adrian Thomas Smith
Adrian Thomas Smith SM (ur. 4 maja 1940 w Dublinie, Irlandia) – irlandzki duchowny katolicki, arcybiskup Honiary na Wyspach Salomona w latach 1984–2016.

## Życiorys
Święcenia kapłańskie otrzymał w dniu 26 marca 1966 jako członek zgromadzenia Marystów.

## Episkopat
19 lutego 1983 papież Jan Paweł II mianował go biskupem pomocniczym Honiary na Wyspach Salomona z tytularną stolicą Vissalsa. Sakry biskupiej udzielił mu 24 kwietnia 1983 ówczesny arcybiskup Honiary – Daniel Stuyvenberg. W dniu 3 grudnia 1984 roku ten sam papież mianował go arcybiskupem Honiary. Urząd objął w dniu 27 stycznia 1985.
22 czerwca 2016 przeszedł na emeryturę.